# إم إل بي 2000
إم إل بي 2000 (بالإنجليزية: MLB 2000)، هي لعبة فيديو أمريكية من نوع رياضة كرة القاعدة، وهي من تطوير 989 ستوديوز، ومن نشر سوني كمبيوتر إنترتنمنت، صدرت اللعبة في الأسواق سنة 1999، وتعمل حصراً لمنصة بلاي ستيشن.